# De Crawhez
De Crawhez is een Belgische adellijke familie.

## Genealogie
- Théodore Crawhez (1786-1817), substituut-procureur des Konings in Charleroi, trouwde in 1816 in Dampremy met Marie-Françoise Dumont (1790-1876), zus van Guillaume Dumont, industrieel, lid van de Tweede Kamer, lid van het Nationaal Congres en volksvertegenwoordiger.
  - Théodore de Crawhez (1816-1889), trouwde in 1862 in Châtelineau met Jeanne-Flore Pirmez (1835-1909), zus van Eudore Pirmez, en nicht van Jean Pirmez, Sylvain Pirmez en Octave Pirmez. Hij verkreeg in 1878 opname in de Belgische erfelijke adel met de titel baron, overdraagbaar op al zijn nakomelingen. Ze kregen vier zoons en twee dochters.
    - Théodore de Crawhez (1862-1918), trouwde in 1900 in Maisières met Louise Charliers de Buisseret (1874-1946). Ze kregen een zoon en een dochter, die kinderloos bleven, maar verschillende neven en nichten adopteerden. Hij bouwde het kasteel in Houtain-le-Val, maar overzag nooit de voltooiing daar hij in 1918 aan de gevolgen van de Spaanse griep overleed.
      - Yvonne de Crawhez (1901-1985), trouwde in 1923 in Houtain-le-Val met baron Marcel de Giey (1901-1967). Het huwelijk bleef kinderloos.
      - Théodore de Crawhez (1904-1983), voorzitter van de Jockey Club, voorzitter van de Conseil supérieur hippique en lid van de Koninklijke Vereniging van het Belgisch Trekpaard en talrijke andere verenigingen. Hij bleef ongehuwd.

    - Jean de Crawhez (1863-1926), voorzitter van de Cercle Royal Saint Hubert en de Union des Propriétaires, trouwde in 1905 in Brasschaat met Marcelle de Witte (1878-1934), kleindochter van Alphonse della Faille de Leverghem. Ze kregen twee zoons en drie dochters.
      - Nicole de Crawhez (1907-1969), trouwde in 1929 in Brussel met Henri du Roy de Blicquy (1898-1945). Ze kregen een zoon en een dochter, met afstammelingen tot heden.
      - Raymond de Crawhez (1909-1940), sneuvelde op 10 mei 1940, trouwde in 1933 in Waillet met barones Christiane van der Straten Waillet (1911-1965). Ze kregen twee zoons en twee dochters, met afstammelingen tot heden.
      - Diane de Crawhez (1914-1995), trouwde in 1934 in Brussel met Ferdinand-Charles Poswick (1905-1951), officier, sneuvelde tijdens de Koreaanse Oorlog. Ze kregen twee zoons en twee dochters, met afstammelingen tot heden.

    - Hyacinthe de Crawhez (1864-1931), trouwde in 1889 in Dampremy met burggraaf Théodore le Hardÿ de Beaulieu (1863-1941), zoon van Adolphe le Hardÿ de Beaulieu, provincieraadslid van Brabant en volksvertegenwoordiger. Ze kregen twee zoons en drie dochters, met afstammelingen tot heden.
    - Joseph de Crawhez (1872-1941), burgemeester van Spa, voorzitter van de Centrale van politieke gevangenen, voorzitter van de Cercle Royal Saint Hubert, kunstenaar, tekenaar, componist, muzikant en schrijver, trouwde in 1905 in Rhisnes met barones Adrienne de Mévius (1885-1980), kleindochter van baron Gustave de Mévius. Het echtpaar bleef kinderloos.
    - Pierre de Crawhez (1874-1925), voorzitter van de Sportcommissie van de Royal Automobile Club de Belgique, stichtend voorzitter van de Fédération des Automobile Clubs de Belgique, de Union routière de Belgique en voorzitter van de Racing Club de Belgique en de Belgische Boksfederatie, trouwde in 1918 in Parijs met Blanche Leclerc (1871-1925). Het echtpaar bleef kinderloos.